# Campeonato Europeo de Waterpolo Masculino de 2026
El XXXVII Campeonato Europeo de Waterpolo Masculino se celebrará en Belgrado (Serbia) en el año 2026 bajo la organización de la Liga Europea de Natación (LEN) y la Federación Serbia de Natación. Paralelamente se celebrará el XXI Campeonato Europeo de Waterpolo Femenino.
Los partidos se realizarán en la Štark Arena de la capital serbia.